# 守歲
守歲又稱照虚耗是民間除夕的習俗。
守歲可追溯至南北朝，百姓點起蠟燭或油燈，通宵守夜，梁朝的庚肩吾、徐君倩有守歲的詩文。除夕時，人們會一家團聚，並有守歲的習俗，在中國大陸、臺灣、越南、日本，马来西亚家中的長輩會發給晚輩壓歲錢，韓國近代也受漢字文化圈其他地區影響而有了發壓歲錢的習俗。除了守歲之外，除夕之夜，尚有辭歲。

## 习俗
守岁习俗各地有不同，以下是各地的守岁习俗。

### 星马地区
年夜饭前长辈会派发压岁钱，吃过年夜饭后一同通宵守夜直到进入年初一的午夜十二时正式大放鞭炮（象征正式进入新的一年）。由于自上世纪70年代的人们生活水平逐渐提高，而电视机的价格也逐渐滑落而逐渐饱受人们钟爱。因此兴起了“春节晚会”的热潮。在进入80年代初的马来西亚广播电视台（RTM）旗下频道TV2在每年除夕夜晚上8时至晚上11时都会有直播“Pesta Angpow（红包大联欢）”的春节晚会。而观看春节晚会也因此成为了马来西亚华人守岁的一个新兴习俗。